# 오다 카즈마사
오다 카즈마사(일본어: 小田 和正, 1947년 9월 20일 ~ )는 요코하마시 가나자와구 출신인 일본의 남자 가수이다. 일찍이 포크 밴드인 오프 코스(オフコース, Off Course)의 보컬였다.

## 개략
학력은 도호쿠 대학교 공학부 건축학과를 졸업한 뒤 와세다 대학교 대학원 이공학연구과 석사 과정을 수료했다. 오프 코스의 리더로서 1970년 싱글 "群衆の中で"(군중의 안에서)로 데뷔했다. "愛を止めないで"(사랑을 멈추지 마요), "さよなら"(안녕히 가세요), "Yes-No", "言葉にできない"(말로 할 수 없다) 등 많은 히트 송을 발표했지만 1989년에 해산했다. 해산과 동시에 단독 활동을 본격화하여, 1991년에 발매한 "ラブストーリーは突然に"(러브 스토리는 돌연히, 드라마 "도쿄러브스토리" 주제가)는 오리콘 1위를 기록하고 270만 장이 넘은 판매량을 기록했다. 남녀 노소에 인기가 있어, 앨범 "そうかな"(소카나※, 2005년)는 모든 수록곡이 타이업됐다. 그것은 일본에서 처음 있는 일이었다.
영화 감독로서도 활동하고 있다. 현재까지 "いつか どこかで"(언젠가 어디서, 1992년), "緑の街"(녹색의 거리, 1997년) 두 편을 발표했다.

## 작품

### 앨범
※ "소카나"는 "상대성의 건너편"을 의미하는 일본어인 "소타이세이노카나타"를 생략한 조어(造語).

### 베스트 앨범
|   | 제목                   | 뜻                                              | 발매일           | 최고순위 | 등장횟수 |
| - | ---------------------- | ----------------------------------------------- | ---------------- | -------- | -------- |
| 1 | Oh! Yeah!              |                                                 | 1991년 5월 18일  | 1        | 19       |
| 2 | 쓰타에타이코토가아룬다 | 伝えたいことがあるんだ 전하고 싶은 것이 있어[*] | 1997년 11월 21일 | 7        | 13       |
| 3 | 지코베스트             | 自己ベスト 자기 베스트[*]                       | 2002년 4월 24일  | 1        | *373     |
| 4 | 지코베스트-2           | 自己ベスト-2 자기 베스트-2[*]                   | 2007년 11월 28일 | 1        | 78       |

* '*'표시는 아직도 차트에 등장 중